# Церковь Святой Марии Коронованной
Церковь Святой Марии Коронованной — католический собор в Гибралтаре. Является основным центром католического богослужения в епархии Гибралтар.

## История

### XV век
Первое здание нынешнего собора было построено во время испанского периода. Сразу после освобождения города из-под власти мавров главная мечеть города была обречена расстаться с исламским прошлым. Её освятили как приходскую католическую церковь, дав имя Санта-Мария-ла-Коронада-и-Сан-Бернардо). Однако вскоре старое здание было снесено, а на его месте возведён новый храм в готическом стиле. Маленький внутренний двор собора является остатками более обширного двора мавританской мечети. Здесь был размещён герб католических королей, который сохранился до настоящего времени. Новый собор был увеличен в сторону улицы, в настоящее время носящей имя Мейн-стрит.

### XVIII—XX века
Церковь Святой Марии Коронованный оказалась единственной католическим зданием, не разграбленным после захвата города в 1704 году. Главную роль в защите храма сыграли пастор Хуан Ромеро, его викарий и звонарь. Таким образом, церковь является единственным местом, где католическое богослужение проводилось непрерывно с момента возвращения города под власть христиан.
Во время Великой осады 1779—1783 годов здание церкви значительно пострадало, и в 1790 году тогдашний губернатор Гибралтара Роберт Бойд предложил восстановить собор в обмен на часть земельного участка, изначально принадлежащего церкви для целей перепланировки Мэйн-стрит. Улица была спрямлена в 1801 году при губернаторе Чарльзе О’Харе. Во время реконструкции 1810 года также удалось расширить Мейн-стрит. В 1829 году появилась часовая башня. В 1931 году проведены работы по реставрации собора, во время которых современный вид приобрёл западный фасад, не менявшийся с 1810 года.
В 1881 году возле церкви Святой Марии было арестовано около пятидесяти человек после того как губернатор Гибралтара направил полицию и солдат в поддержку епископу Канилле, пытавшемуся войти в храм на правах нового настоятеля. Самозваный «Комитет старейшин» объявил о переходи церкви под их власть и назначении собственного «главного священника» против воли губернатора и католической церкви. Камилла направился в церковь 2 марта 1881 года под защитой полиции, чтобы вступить в должность. В церкви они обнаружили около 200 человек, и полиции пришлось взять под арест почти 50 человек, чтобы навести порядок.
Камилла не только вступил в должность, но и получил церковь во владения, так как губернатор передал документы на церковь новому епископу.
Вплоть до XIX века, все, кто умер в Гибралтаре, имели право быть похороненными под полом собора. Епископов хоронили в крипте под статуей Девы Марии Европейской.
В 1943 году здесь находился гроб с телом Владислава Сикорского после того, как его самолет упал в море недалеко от Гибралтара.

## Галерея

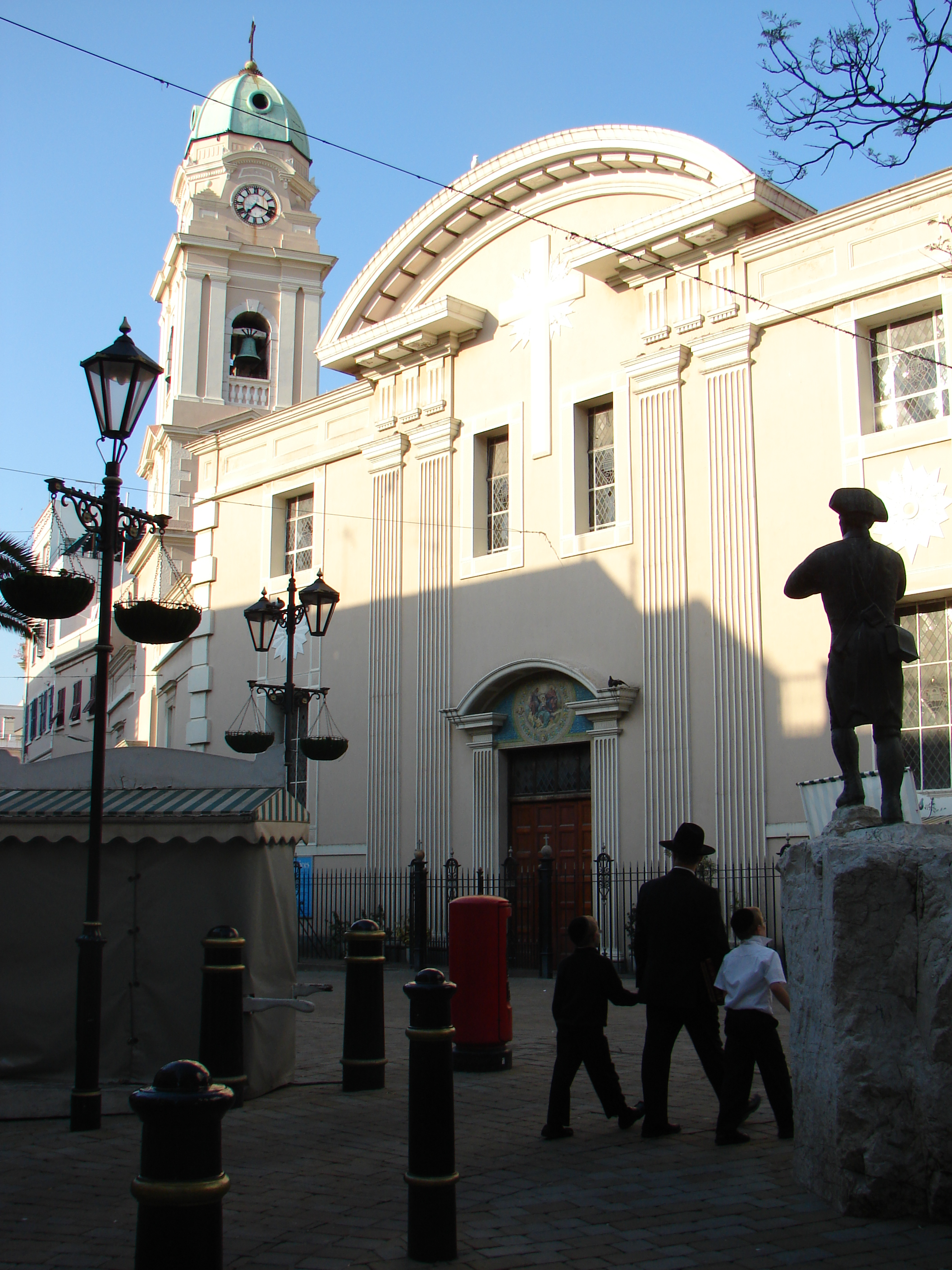
Вид на церковь Святой Марии Коронованной. Статуя солдата перед Собором является даром от Корпуса королевских инженеров в память о формировании в 1772 году в Гибралтаре роты военных ремесленников, в 1856 году ставшей Королевскими инженерами
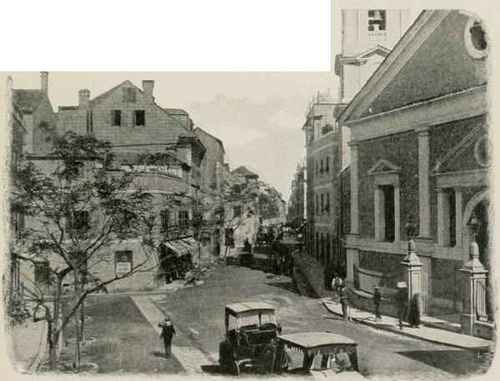
Фотография Мейн-стрит, на которой видна церковь со старым фасадом (не ранее 1912 года. Фотография из книги Gibraltar — John L. Stoddard's Lectures)
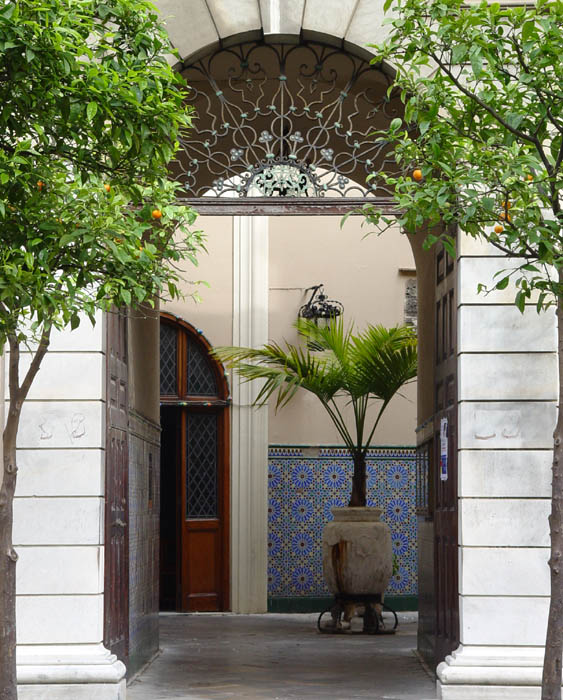
Вход во внутренний двор церкви
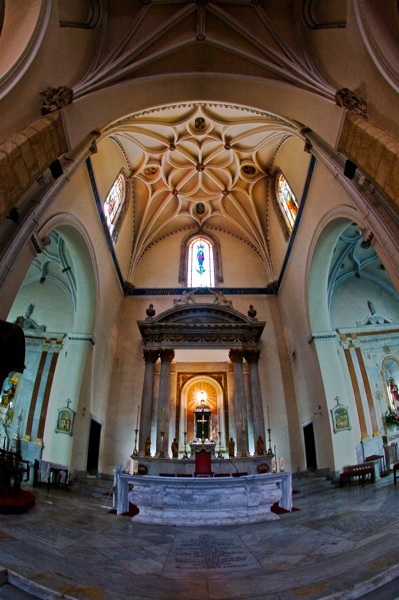
Алтарная часть церкви
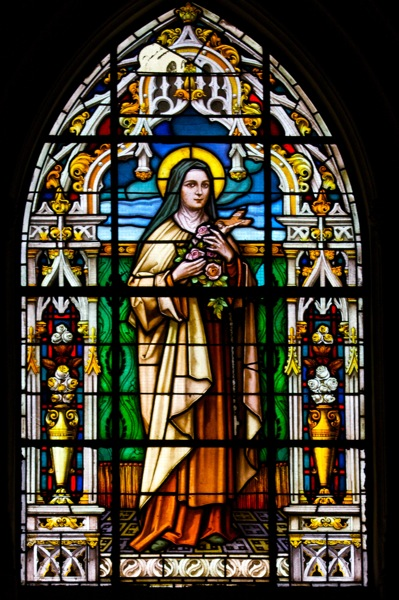
Витраж